# 9-та армія (Російська імперія)
9-та армія (9 А, рос. 9-я армия) — загальновійськове оперативне об'єднання, з'єднань, частин Київського військового округу під час Першої світової війни.
Польове управління 9 А(штаб) утворене в серпні 1914 року. На кінець 1917 року штаб розташовувався в Ботошані. Ліквідований на початку 1918 року.

## Склад
Склад 9-ї армії в серпні-вересні 1914 року.
- Штаб армії: 6-й польов. жанд. еск., 1 сотня 9-го Уральськ. коз. полку, 1 сотня л. гв. козацького полку, 2-га окр. телеграф. рота, 1-ша іскрова рота, 6-та автомобільна рота, авіація.  загін XVI корпусу.

Армійська кіннота: тринадцята кав. дивізія; гвард. кав. бригада. Всього: 36 еск. і сотень, 8 кул. і 18 кін. гармат.
Зведений кінний корпус генерала Новікова: 5-та, 8-ма і 14-я кав. дивізії. Всього: 72 еск ., 24 кул., 36 гармат.
- XVIII армійський корпус: 23-тя і 37-ма Піхот. дивізії, 16-й Оренбург. коз. полк, 29-та окр. Донська коз. сотня; 18-й Морт. арт. дивізіон; 18-й саперний. бат.; 18-й корп. авіац. загін. Всього 32 бат., 6 сотень, 64 кул., 96 гармат, 4 сап. роти і 6 літаків.
- XIV армійський корпус[ru] у складі: 18-ї і 45-ї Піхот. дивізій, 2-ї строєвої бригади з доданими частинами; 80-та Піхот. дивізія, 31-ша окр. сап. рота; 31-ша окр. Донська коз. сотня; 46-й Донський коз. полк, 26-й Морт. арт. дивізіон. Всього: 56 бат., 14 сот., 128 кул., 144 гармати, 5 сап. рот і 6 літаків.
- XVI армійський корпус у складі: 45-ї і 47-ї Піхот. дивізій з доданими частинами; 83-тя Піхот. дивізія, 32-га сап. рота. Всього 48 бат., 11 сот., 96 кул., 144 гармати та 5 сап. рот.
- Гвардійська стройова бригада: 8 бат., 16 кул, 32 гармати;
- 1-й, 2-й, 7-й і 11-й понтонні батальйони, дві роти 12-го залізничного батальйону; 6-й окрем. польовий інженерний парк; 14-та повітроплавна рота.

Всього в 9-й армії: 96 (144) бат., 208 (304) кул., 131 (142) еск., 32 кул., 326 (470) гармат, 5 (10) сап. рот, 18 літаків.
10-11 березня 1915 в складі 9-ї армії згідно з наказом головнокомандувача арміями Південно-Західного фронту генерала М. І. Іванова був утворений III-й кінний корпус, згодом виконував найчастіше більш широкі завдання, ніж запропоновані звичайному корпусу: посилюючись доданими йому частинами, корпус утворював групи військ. Формував корпус і був його першим командиром генерал граф  Ф. А. Келлер.
На кінець 1917 року армія мала у своєму складі:
- X армійський корпус
- XVIII армійський корпус
- XXVI армійський корпус
- XXIX армійський корпус
- XL армійський корпус
- II армійський корпус
- VI кавалерійський корпус

Восени 1915 штаб-квартира 9А місто Кам'янець-Подільський.
Штаб Південно-Західного фронту направив мене в 9-ту армію, що становила ліве крило не тільки нашого Південно-Західного, а й усього російсько-німецького фронту. З осені 1915 року і аж до весни 1916 року ця армія була розташована на позиції від Латача біля Дністра до Бонна на Пруті, протяжністю близько 90 км. На півночі вона примикала до позицій 7-ї російської армії, а на півдні — до румунського кордону.

9-ю армією командував генерал П. А. Лечицький, єдиний на той час командувач армією, що вийшов не з офіцерів Генерального штабу, тобто не отримав вищої військової освіти. Але зате це був бойовий генерал: в російсько-японській війні він командував полком і був відомий у військах, як енергійний воєначальник. Вже на початку світової війни 9-та армія наступала на Галичину з півночі, від Варшави. Навесні 1915 року, коли німці здійснили Горлицький прорив, 9-та армія разом з іншими відступила. Восени 1915 року армія, як і раніше, носила 9-й номер, але була зовсім іншою за складом. Офіцери в ній були переважно з прапорщиків запасу або, як я, закінчили прискорені офіцерські училища та школи прапорщиків, а також з підпрапорщиків, фельдфебелів і унтер-офіцерів. Унтер-офіцерами в більшості своїй стали солдати, що відзначилися в боях. Основну масу піхоти складали селяни, які прибули із запасу, або вкрай слабо і поспіх навчені новобранці.
— ВІЙСЬКОВА ЛІТЕРАТУРА. Мемуари. Василевський А.М. Справа усього життя

## Командувачі
- 09.08.1914-18.04.1917 — генерал від інфантерії Лечицький Платон Олексійович
- 18.04.1917-11.08.1917 — генерал-лейтенант Ступін Георгій Володимирович
- 11.08.1917-09.09.1917 — генерал-лейтенант Черемисов Володимир Андрійович
- 09.1917 — в.о. генерал-лейтенант Бєлозор Юліан Юліанович
- 09.09.1917-11.1917 — генерал-лейтенант Кельчевський Анатолій Кіпріанович
- 11.1917-03.1918 — прапорщик Сафронов Г.П.